# Robert (chancelier)
Ne doit pas être confondu avec Robert (référendaire).
Pour les articles homonymes, voir Robert et Robert (prénom).
Robert est un noble franc de Neustrie du VIIe siècle, chancelier de Clotaire III roi des Francs en Neustrie.

## Biographie
Ce Robert serait le fils de Lambert Ier de Hesbaye, et ainsi petit-fils de Robert, référendaire de  Dagobert Ier; ou fils d'Erlebert et ainsi le neveu de Robert.
Il est connu dès 654 à la cour de Clovis II et l'historienne Ingrid Heidrich le dit « maire du palais de Neustrie » en 654, mais son avis n'est pas partagé, car la charge était alors tenue par Erchinoald.
Il accéda ensuite aux charges de comte palatin puis de chancelier de Clotaire III, roi des Francs en Neustrie.
Partisan d'Ébroïn, il fit exécuter sur son ordre et contre son gré saint Léger le 2 octobre 677 (ou 677, ou 679).
Il meurt peu après puisqu'un acte du 12 septembre 678, mentionne que sa veuve Théoda a hérité de ses biens, la veuve étant également décédée à la date de l'acte. Théoda serait un diminutif de Théodrade, et comme son fils Lambert fut placé sous la protection de Théodard de Maastricht, évêque de Tongres et qu'il lui succède ensuite comme évêque, Christian Settipani propose de la voir comme une sœur de Théodard.
Il serait le père ou le grand-père de Lambert de Hesbaye et donc un membre de la famille des Robertiens et un ancêtre direct des Capétiens.